# Eau Rouge (Kurve)

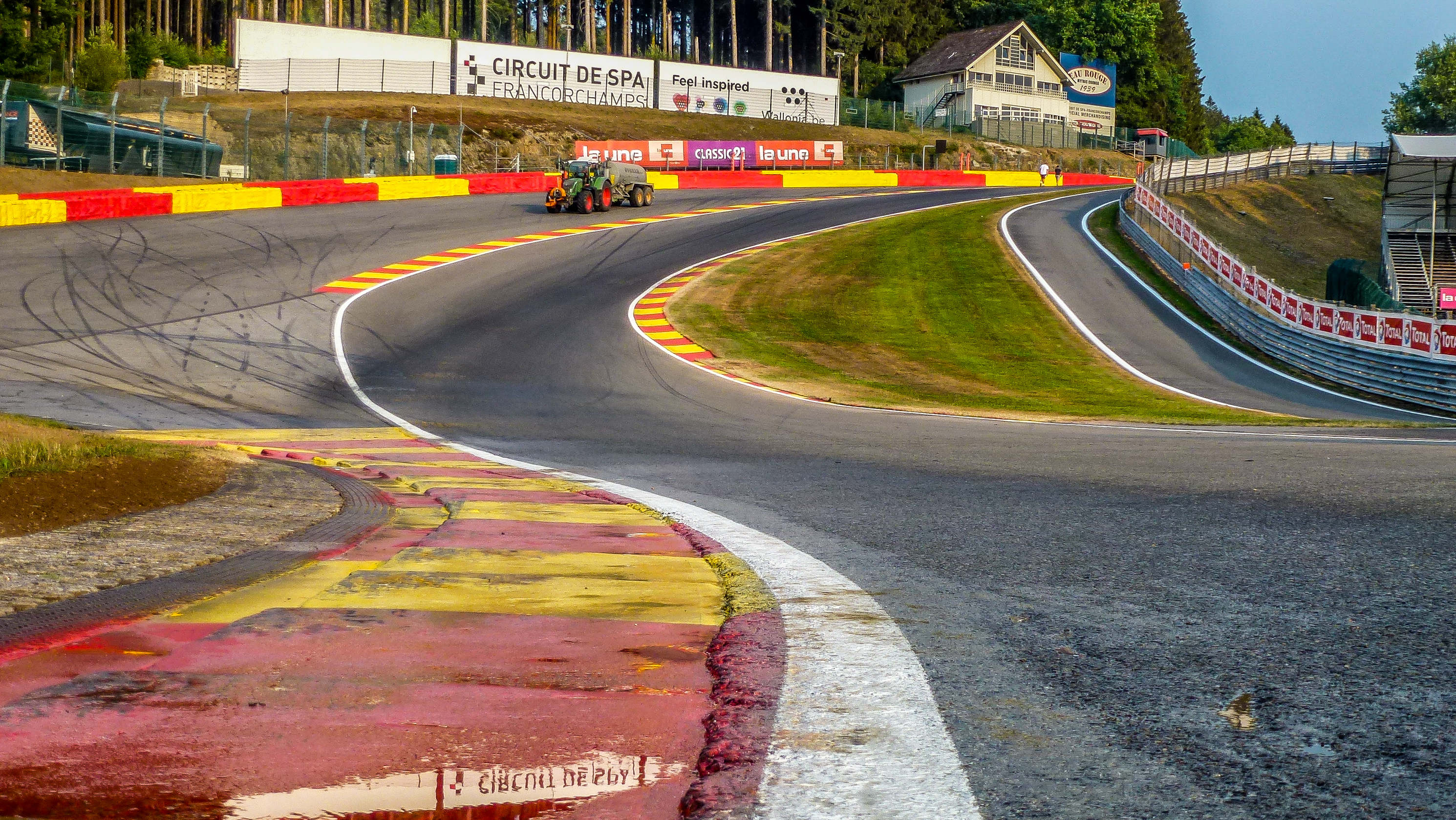
Die Kurve im Jahr 2018

Als Eau Rouge bzw. eigentlich Raidillon de l’Eau Rouge wird eine Kurvenkombination der Motorsport-Rennstrecke Circuit de Spa-Francorchamps bezeichnet. Der Name (frz. ‚rotes Wasser‘) kommt vom dort gelegenen kleinen Fluss Eau Rouge, der von eisenhaltigem Wasser naher Quellen gespeist wird, raidillon ist frz. für ‚Steige, steile Straße‘.

## Beschreibung

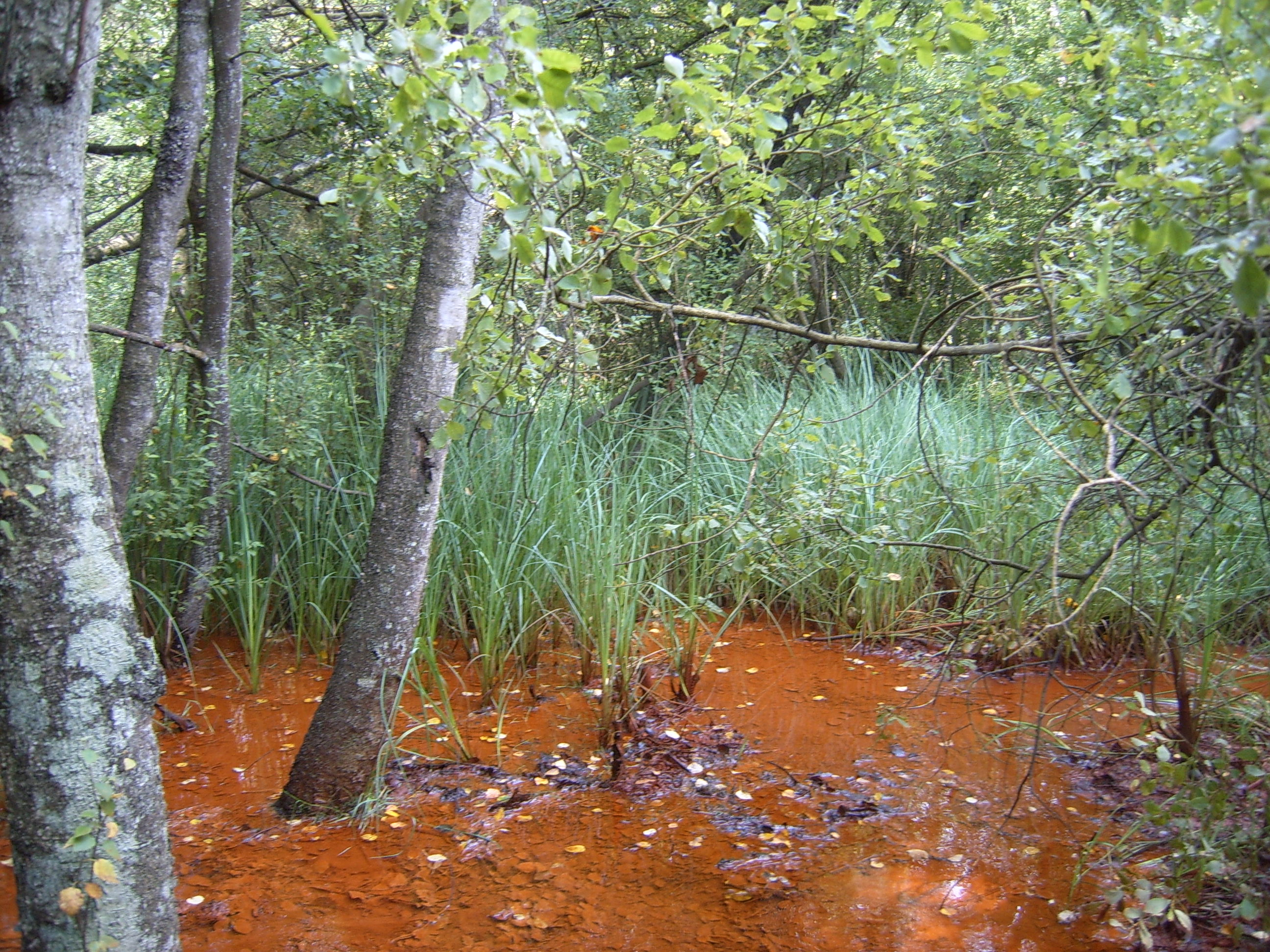
Namensgebend für die Kurve: das rötliche Wasser des Eau Rouge

Auf der Streckenskizze nicht weiter auffällig, liegt die Schwierigkeit dieser Kurve in der Art der Einbettung ins Gelände. Die abschüssige Straße führt in die Senke von Eau Rouge und bildet dort seit 1939 nur noch einen leichten Linksknick. Darauf folgt ein weiter Rechtsbogen mit einer großen Steigung von knapp 18 Prozent direkt den Berg hinauf, die 1939 eingebaute Abkürzung Raidillon de l’Eau Rouge. Diese war eingebaut worden, um die Durchschnittsgeschwindigkeit des Kurses zu erhöhen. Auf der Kuppe verläuft ein Linksknick, worauf eine lange Gerade bergauf folgt.
Normale sportliche Pkw durchfahren die Kurvenkombination mit rund 160 km/h. Die Schwierigkeit besteht in erster Linie darin, in der Senke den Wagen so auszurichten, dass auf der Kuppe der Linksknick optimal durchfahren werden kann, um eine hohe Ausgangsgeschwindigkeit für die lange Bergauf-Gerade „Kemmel“ zu erzielen. Aufgrund der begrenzten Übersicht ist dies nicht einfach, zudem verstellte früher die Leitplanke direkt an der Innenseite die Sicht. Die Kompression in der Senke verstärkt die Bodenhaftung, sofern die Federelemente nicht durchschlagen. Dagegen wird der Wagen auf der Kuppe aus den Federn gehoben, die Bodenhaftung wird verringert, was die eigentliche Schwierigkeit darstellt.
Formel-Fahrzeuge erreichen aufgrund ihres aerodynamischen Abtriebs dort Querbeschleunigungen von vier bis fünf g, was ihnen das Durchfahren mit der doppelten Geschwindigkeit ermöglicht, somit über 300 km/h. Moderne Formel-1-Autos können die Kurvenkombination mit Vollgas durchfahren.
Bis 1939 bog in der Senke Eau Rouge die ursprüngliche Strecke scharf links ab, um dann in einer Haarnadelkurve rechts bergauf zu führen. Diese Kurve wurde Virage de l’Ancienne Douane („Kurve an der alten Zollstation“) genannt, da dort bis 1920 die belgisch-deutschen Grenzanlagen standen.
Die traditionelle Boxenanlage samt Start-Ziel-Gerade befindet sich auf der Bergab-Passage. Starts von dort waren deswegen besonders riskant. Beim 1000-km-Rennen von Spa-Francorchamps 1970 durchfuhren die rivalisierenden Gulf-Porsche-Teamkollegen Jo Siffert und Pedro Rodríguez mit ihren Porsche 917K Eau Rouge nebeneinander „auf Tuchfühlung“. Im Jahr 1985 verunglückte hier der deutsche Rennfahrer Stefan Bellof beim 1000-km-Rennen nach einer Kollision tödlich an einem Betonpfeiler. Heute ist die Kurve mit Leitschienen, Reifenstapeln und asphaltierten Auslaufzonen relativ gut abgesichert. Die Formel-1-Rennfahrer Alex Zanardi (1993) und Mika Salo (1998) überstanden heftige Unfälle ohne Verletzungen, ebenso wie die Fahrer Jacques Villeneuve (1998 und 1999) und Ricardo Zonta (1999).

## Sicherheit
Die Sicherheit der Kurve wurde aufgrund der vielen Unfälle immer wieder infrage gestellt. Zwar wurde diese im Laufe der Jahre immer wieder entschärft, doch kam es trotzdem zu tödlichen Unfällen. Am 31. August 2019 verunglückte der Formel-2-Fahrer Anthoine Hubert am Kurvenausgang von Raidillon tödlich, 2023 geschah das Gleiche mit dem 18-jährigen Dilano van ’t Hoff. Verschiedene Beobachter kritisierten, dass beide Unfälle daran lagen, dass ein Fahrer die Kurve praktisch "im Blindflug" fährt und diese so kaum einsehen kann.

## Galerie

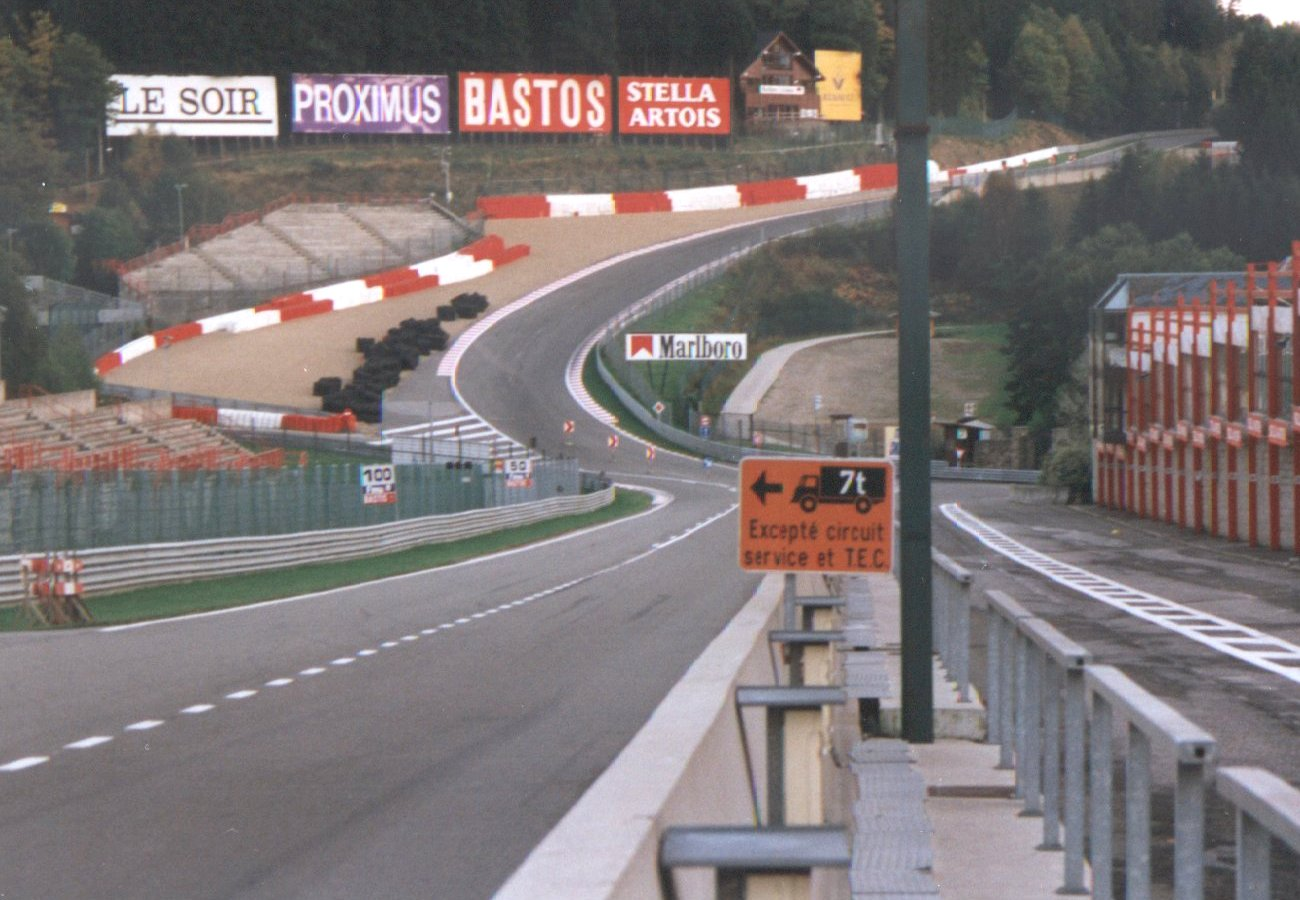
1997, als öffentliche Straße, die in der Senke links abbiegt (für Lkw Pflicht). In Rennrichtung bergauf bestand die Möglichkeit, die Steige (Raidillon) zu befahren
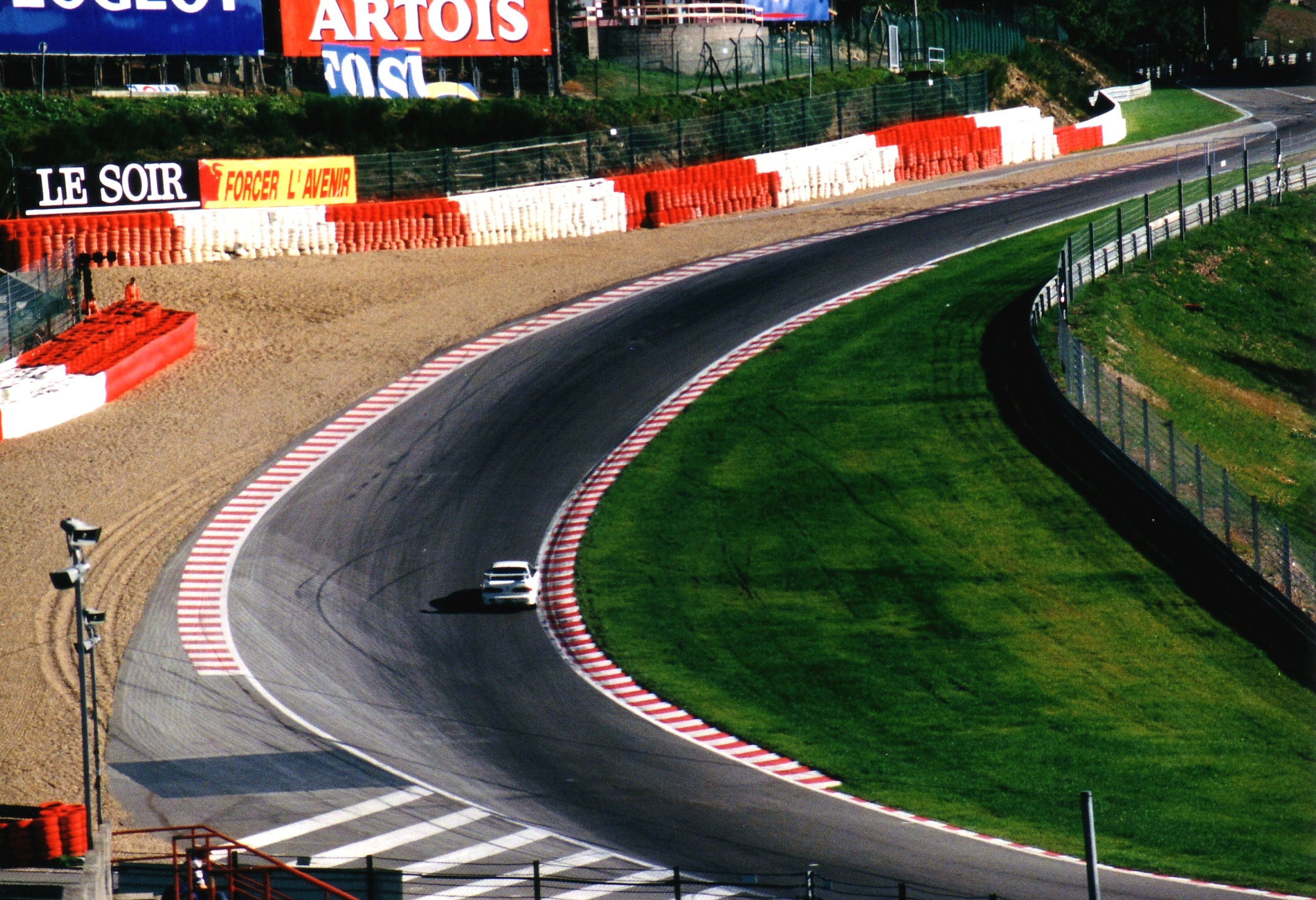
1999 wurde die Leitplanke an der Innenseite entfernt und der Innenbereich aufgefüllt
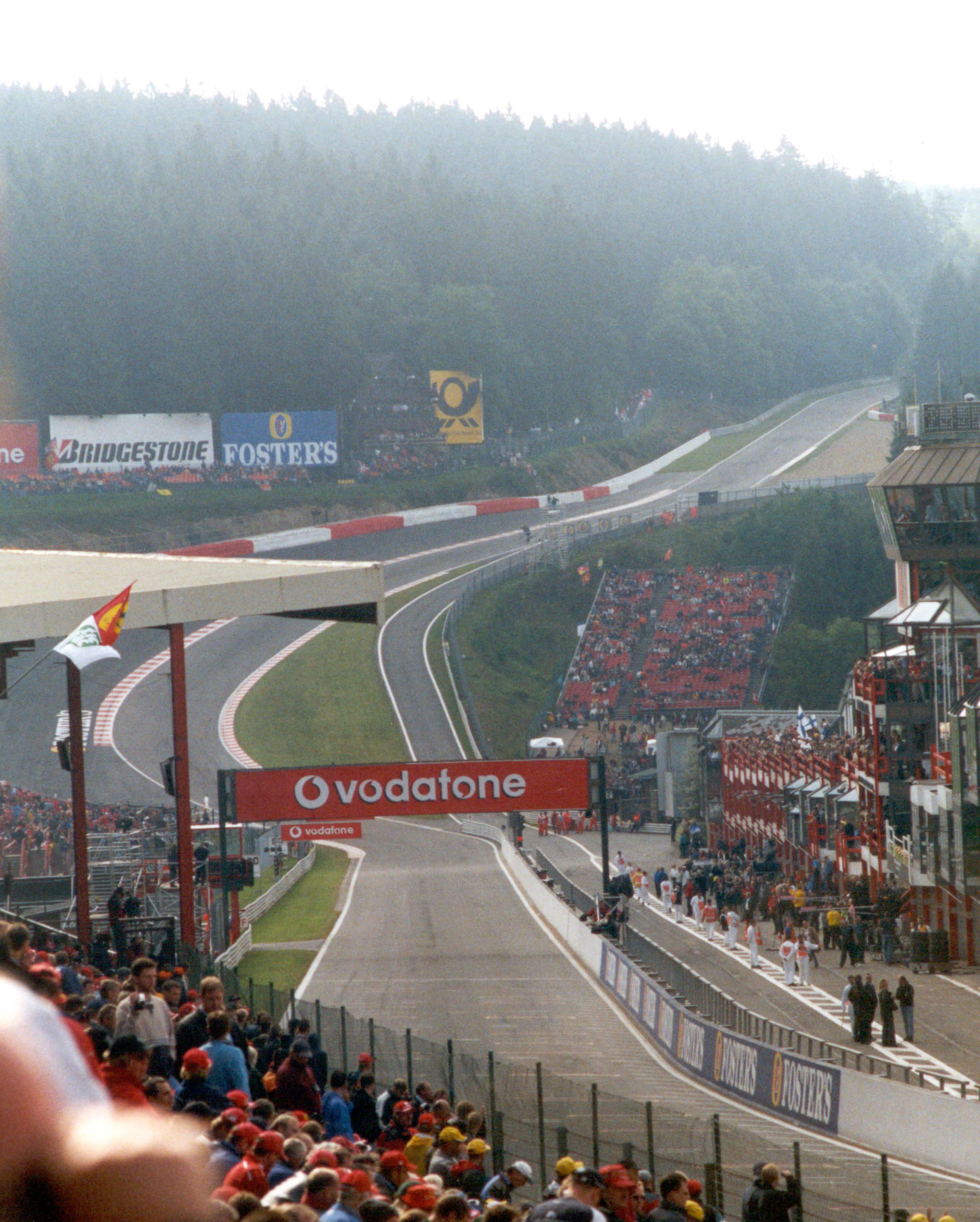
2001 wurde die Ausfahrt der traditionellen Bergab-Boxengasse durch den Innenbereich verlängert, der Außenbereich war nun eine Asphalt-Auslaufzone
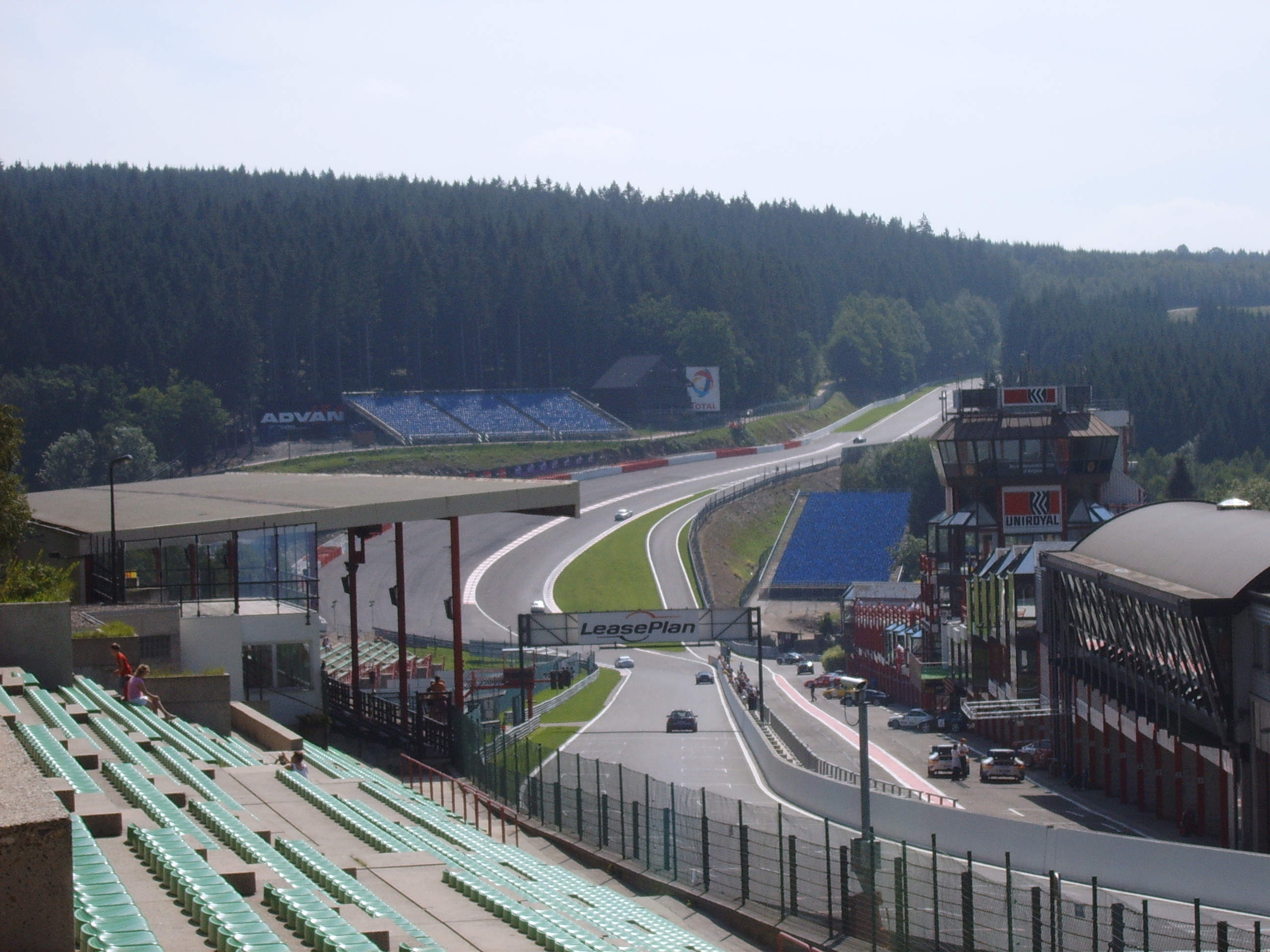
2005, in der Übersicht; durch Wegfall der alten Straße sowie Abgrabungen am Hang wurde die Auslaufzone besonders am oberen Ende verbreitert
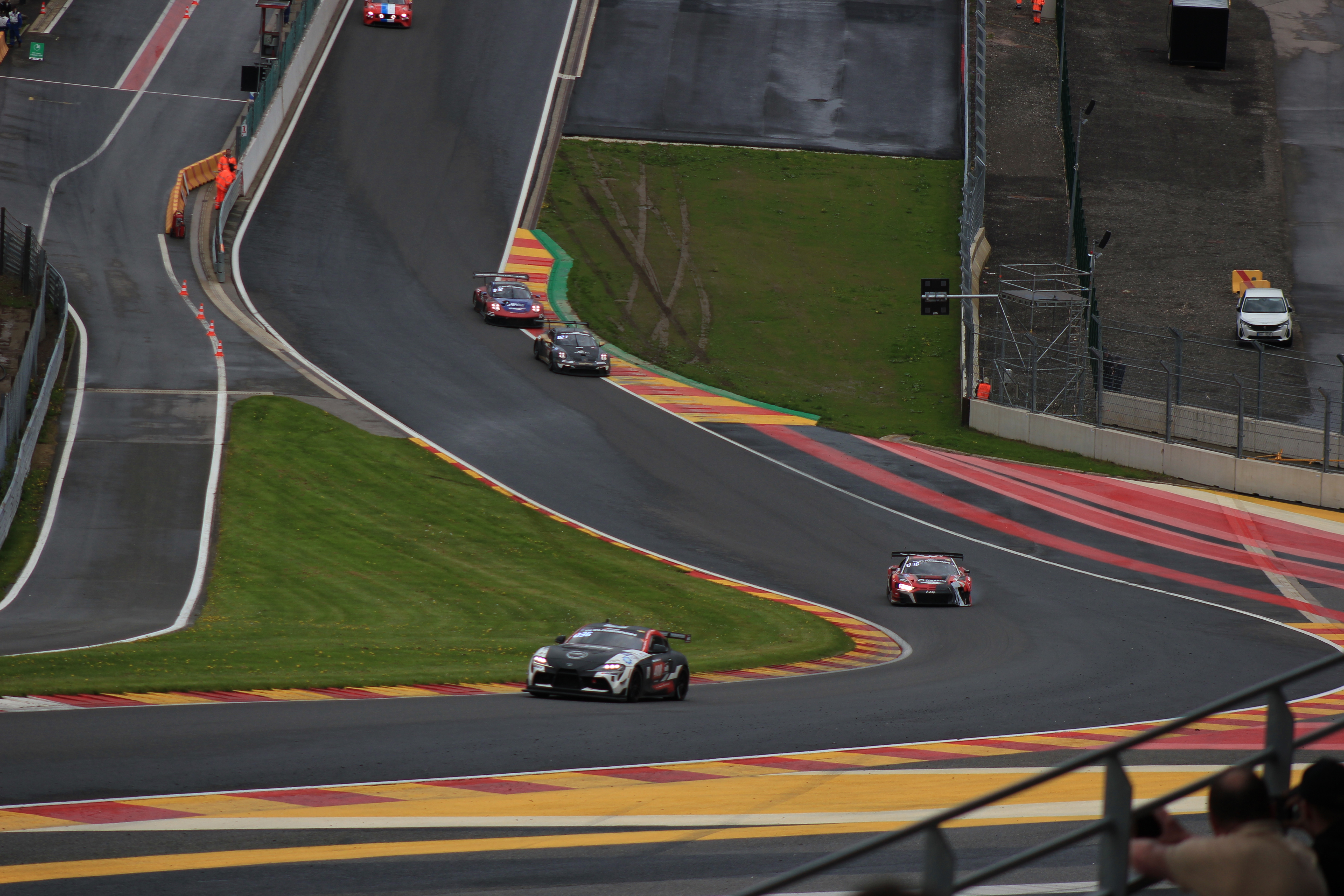
2023, in der aktuellen Fassung von Raidillon aus nach unten gesehen